# Sportjahr 1923
Liste der Sportjahre

◄◄ | ◄ | 1919 | 1920 | 1921 | 1922 | Sportjahr 1923 | 1924 | 1925 | 1926 | 1927 | ► | ►►

Weitere Ereignisse

## Ereignisse

### Badminton
Höhepunkte des Badmintonjahres 1923 waren die All England, die Irish Open und die Scottish Open.

### Internationale Veranstaltungen
| Veranstaltung | Herreneinzel           | Dameneinzel            | Herrendoppel                       | Damendoppel                           | Mixed                               |
| ------------- | ---------------------- | ---------------------- | ---------------------------------- | ------------------------------------- | ----------------------------------- |
| All England   | George Alan Thomas     | Lavinia Clara Radeglia | Frank Devlin Gordon Mack           | Margaret Rivers Tragett Hazel Hogarth | Gordon Mack Margaret Rivers Tragett |
| Irish Open    | G. S. B. Mack          | -                      | G. S. B. Mack George Alan Thomas   | D. Pilkington D. Anderson             | Frank Devlin E. F. Stewart          |
| Scottish Open | William Mather Swinden | -                      | George Alan Thomas Herbert S. Uber | Hazel Hogarth Kitty McKane            | George Alan Thomas Margaret Tragett |

### Fußball
- 15. Februar: Durch Abspaltung vom Niederösterreichischen Fußballverband (NÖFV) wird der Wiener Fußball-Verband (WFV) gegründet. Erster Präsident wird Ignaz Abeles.
- 23. April: Der türkische Fußballverband Türkiye Futbol Federasyonu wird gegründet.
- Der SK Rapid Wien wird bei der Österreichischen Fußballmeisterschaft 1922/23 bereits zum 8. Mal Meister.
- An der Österreichischen Fußballmeisterschaft 1923/24 nehmen ausschließlich Wiener Vereine teil.
- 23. August: Der spanische Fußballclub Celta de Vigo wird gegründet.
- 15. Oktober: Gründung des HSV Barmbek-Uhlenhorst
- 29. Oktober bis 2. Dezember: Beim Campeonato Sudamericano 1923 wird Gastgeber Uruguay zum vierten Mal Südamerikameister.
- Die 1. jugoslawische Fußballliga wird gegründet. Am Anfang nehmen nur zwei Teams aus Kroatien, zwei aus Serbien, eins aus Slowenien und eins aus Bosnien-Herzegowina teil. Erster Meister wird der HŠK Građanski Zagreb.

### Gewichtheben

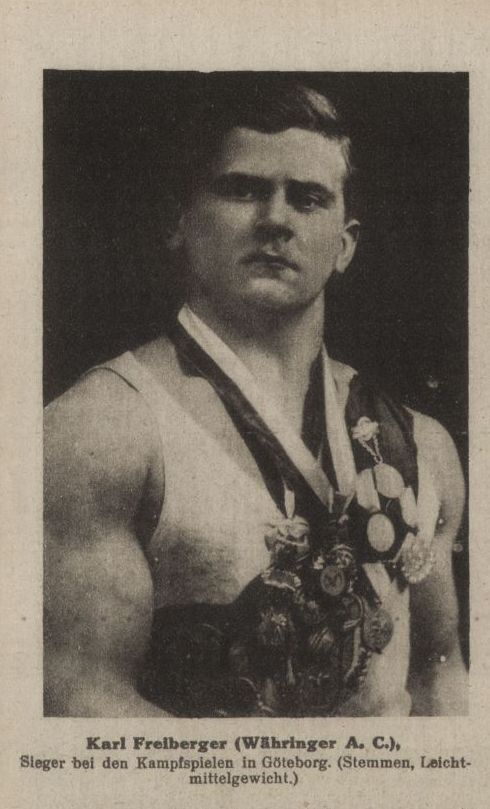
Karl Freiberger, Weltmeister im Mittelgewicht

- 8./9. September: Bei den Weltmeisterschaften im Gewichtheben 1923 gehen vier von fünf Goldmedaillen an Österreicher. An den von der International Weightlifting Federation (IWF) im Vierkampf ausgetragenen Wettkämpfen nehmen 76 Gewichtheber aus sieben Nationen teil.

### Leichtathletik

#### Leichtathletik-Weltrekorde

##### Wurfdisziplinen
- 23. Mai: Yvonne Tembouret, Frankreich, erreicht im Diskuswurf der Frauen 27,39 m.

##### Sprungdisziplinen
- 23. April: Edwin Gourdin, USA, erreicht im Weitsprung der Männer 7,69 m.
- 22. August: Charles Hoff, Norwegen, erreicht im Stabhochsprung der Männer 4,21 m.
- 23. September: Marie Mejzlíková, Tschechoslowakei, springt im Weitsprung der Frauen 5,3 m.
- 15. Oktober: Adrienne Kaenel, Schweiz, erreicht im Dreisprung der Frauen in Genf 10,50 m.

### Motorsport
- 26. bis 27. Mai: Das erste 24-Stunden-Rennen von Le Mans wird auf dem Circuit des 24 Heures südlich der Stadt Le Mans durchgeführt.

### Radsport
- 23. Mai bis 10. Juni: Der Italiener Costante Girardengo gewinnt den Giro d’Italia 1923.
- 24. Juni bis 22. Juli: Mit Henri Pélissier gewinnt erstmals seit 1911 wieder ein Franzose die Tour de France.
- 18. bis 26. August: An den Bahnradsport-Weltmeisterschaften 1923 in Zürich dürfen erstmals auch wieder deutsche Radsportler teilnehmen.
- 25. August: Der Italiener Libero Ferrario gewinnt die Straßenradsport-Weltmeisterschaften 1923 in Zürich, an der erneut nur Amateure teilnehmen.

### Wintersport
- 21. Januar: Ludowika Jakobsson und Walter Jakobsson aus Finnland gewinnen die Eiskunstlauf-Weltmeisterschaften 1923 für Paare.

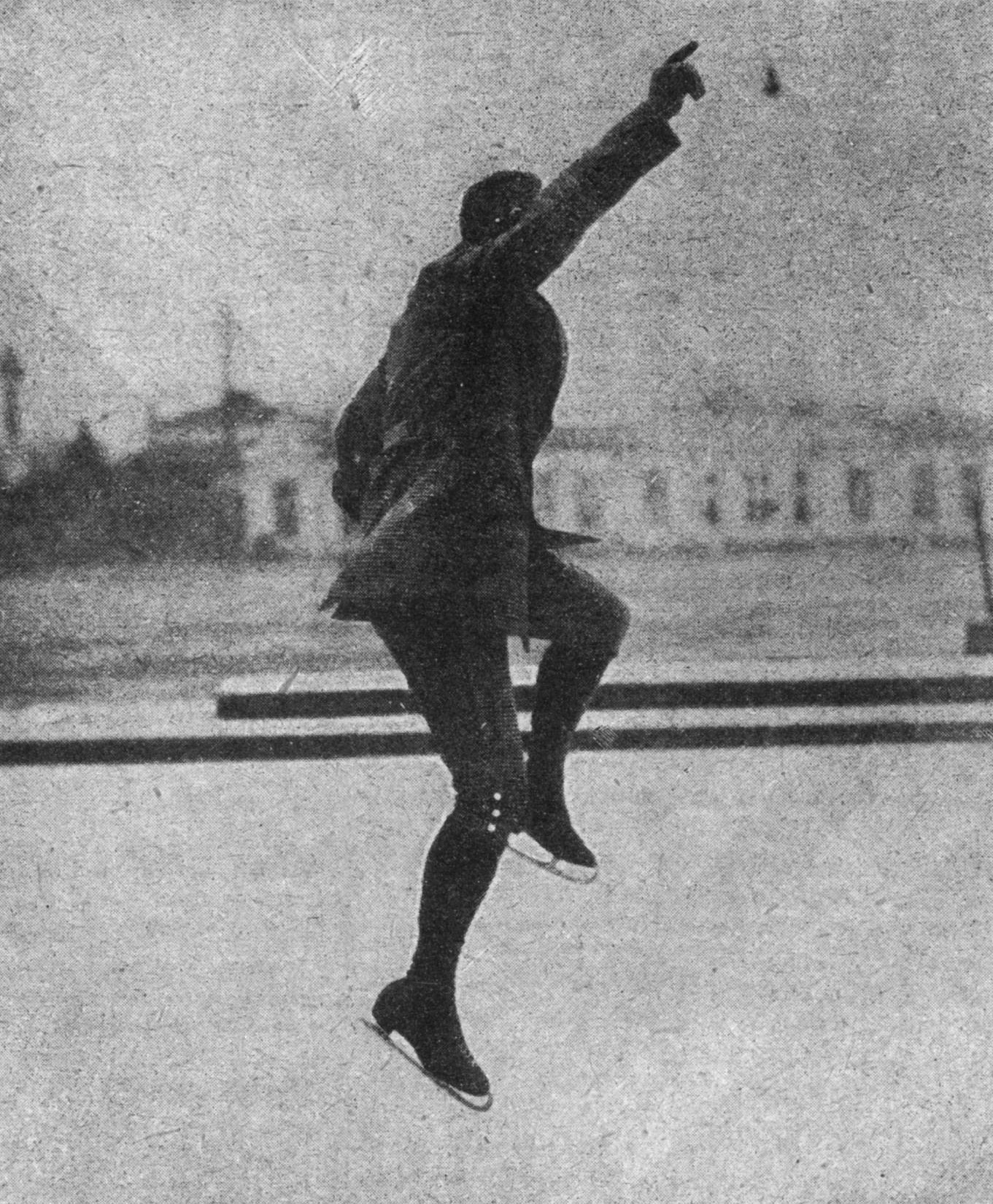
Weltmeister Fritz Kachler

- 27./28. Januar: Die Eiskunstlauf-Weltmeisterschaften 1923 gewinnt der Österreicher Fritz Kachler vor seinem Landsmann Willy Böckl. Bei den Frauen gewinnt die Österreicherin Herma Szabó.
- 7. bis 11. März: Die Schwedische Eishockeynationalmannschaft gewinnt die Eishockey-Europameisterschaft 1923.
- Die Eiskunstlauf-Europameisterschaft 1923 gewinnt Willy Böckl.

## Geboren

### Januar
- 03. Januar: Stanisław Bukowski, polnischer Skilangläufer († 2002)
- 03. Januar: Hank Stram, US-amerikanischer American-Football-Trainer († 2005)
- 04. Januar: Elizabeth Ryan, US-amerikanische Schwimmerin († 1998)
- 05. Januar: Karl Hoppe, deutscher Motorradrennfahrer († 1987)
- 05. Januar: Evan Klamer, dänischer Radrennfahrer († 1978)
- 09. Januar: Karl-Heinz Metzner, deutscher Fußballspieler († 1994)
- 11. Januar: Carroll Shelby, US-amerikanischer Automobilrennfahrer, Konstrukteur, Unternehmer († 2012)
- 16. Januar: Menotti Avanzolini, italienischer Fußballspieler († 2007)
- 19. Januar: Zeffiro Furiassi, italienischer Fußballspieler und -trainer († 1974)
- 21. Januar: Jud Larson, US-amerikanischer Automobilrennfahrer († 1966)
- 25. Januar: Spiro Dellerba, US-amerikanischer American-Football-Spieler († 1968)
- 28. Januar: Richard Herrmann, deutscher Fußballspieler († 1962)

### Februar
- 02. Februar: Svetozar Gligorić, serbischer Schachmeister († 2012)
- 04. Februar: Kurt Brumme, deutscher Sportmoderator im Hörfunk († 2005)
- 05. Februar: Jerzy Schindler, polnischer Skirennläufer († 1992)
- 06. Februar: Gyula Lóránt, ungarischer Fußballspieler und -trainer († 1981)
- 19. Februar: Giulio Cabianca, italienischer Automobilrennfahrer († 1961)
- 21. Februar: Pat West, US-amerikanischer American-Football-Spieler († 1996)
- 21. Februar: Heinz Schlömer, deutscher Fußballspieler († 1983)
- 22. Februar: Heinz Singer, deutscher Handballspieler († 2020)
- 22. Februar: Bleddyn Williams, walisischer Rugbyspieler († 2009)
- 23. Februar: Hans Hinterholzer, österreichischer Skirennläufer und -trainer († 2018)
- 23. Februar: Dante Lavelli, US-amerikanischer American-Football-Spieler († 2009)
- 25. Februar: Tadeusz Kwapień, polnischer Skilangläufer und Leichtathlet († 2012)

### März
- 03. März: Gunnar Nilsson, schwedischer Boxer († 2005)
- 07. März: Vladimír Zábrodský, tschechoslowakischer Eishockey- und Tennisspieler sowie Eishockeytrainer († 2020)
- 09. März: Augusto Magli, italienischer Fußballspieler († 1998)
- 10. März: Hedy Schlunegger, Schweizer Skirennläuferin († 2003)
- 11. März: Louise Brough, US-amerikanische Tennisspielerin († 2014)
- 11. März: Horst Fügner, deutscher Motorradrennfahrer († 2014)
- 12. März: Hjalmar Andersen, norwegischer Eisschnellläufer († 2013)
- 12. März: Erwin Jehle, liechtensteinischer Skilangläufer († 2004)
- 12. März: Erkki Rajala, finnischer Skispringer († 1977)
- 14. März: Alfred Altenburger, Schweizer Eisschnellläufer († 2008)
- 18. März: Andy Granatelli, US-amerikanischer Rennstallbesitzer († 2013)
- 19. März: Bobby Brown, schottischer Fußballspieler und -trainer († 2020)
- 23. März: Arnie Weinmeister, kanadischer American-Football-Spieler († 2000)
- 25. März: Wim van Est, niederländischer Radrennfahrer († 2003)
- 24. März: Brian Naylor, britischer Automobilrennfahrer († 1989)
- 29. März: Geoff Duke, britischer Motorradrennfahrer († 2015)
- 30. März: Walter Niephaus, deutscher Schachspieler († 1992)
- 31. März: Don Barksdale, US-amerikanischer Basketballspieler († 1993)

### April
- 02. April: Adãozinho, brasilianischer Fußballspieler († 1991)
- 03. April: Chuck Weyant, US-amerikanischer Automobilrennfahrer († 2017)
- 09. April: Max Jørgensen, dänischer Radrennfahrer († 1992)
- 15. April: Otto Schnellbacher, US-amerikanischer American-Football-Spieler († 2008)
- 18. April: Fredy Bieler, Schweizer Eishockeyspieler († 2013)
- 18. April: Ferenc Sidó, ungarischer Tischtennisspieler († 1998)
- 20. April: Olivia Ausoni, Schweizer Skirennfahrerin († 2010)
- 21. April: Jakow Estrin, russischer Schachspieler († 1987)
- 25. April: Runar Holmberg, finnischer Leichtathlet († 1993)
- 25. April: Josef Weidinger, österreichischer Boxer († 2002)
- 26. April: Swetlana Geier, russisch-deutsche Literaturübersetzerin († 2010)

### Mai
- 01. Mai: Frank Brian, US-amerikanischer Basketballspieler († 2017)
- 02. Mai: Hans-Joachim Rauschenbach, deutscher Sportreporter († 2010)
- 13. Mai: Michel Feron, belgischer Skirennläufer († 2014)
- 13. Mai: John Pearce, australischer Tennisspieler († 1992)
- 21. Mai: Clarence Gaines, US-amerikanischer College-Basketballtrainer († 2005)
- 24. Mai: Ivano Blason, italienischer Fußballspieler († 2002)
- 27. Mai: Danilo Martelli, italienischer Fußballspieler († 1949)

### Juni
- 03. Juni: Alfred Beni, österreichischer Schachmeister († 1995)
- 05. Juni: Magnús Brynjólfsson, isländischer Skirennläufer († 1976)
- 05. Juni: Edgar Meddings, britischer Bobfahrer († 2020)
- 06. Juni: Ivor Bueb, britischer Automobilrennfahrer († 1959)
- 06. Juni: Jim Rigsby, US-amerikanischer Automobilrennfahrer († 1952)
- 10. Juni: Sergiu Samarian, rumänischer Schachspieler und Schachschriftsteller († 1991)
- 14. Juni: Gerhard Pfeiffer, deutscher Schachspieler († 2000)
- 16. Juni: Ron Flockhart, britischer Automobilrennfahrer und Pilot († 1962)
- 21. Juni: Bjørn Paulson, norwegischer Leichtathlet († 2008)

### Juli
- 01. Juli: Kornél Pajor, ungarischer Eisschnellläufer († 2016)
- 08. Juli: Harrison Dillard, US-amerikanischer Leichtathlet († 2019)
- 09. Juli: Julio Elías Musimessi, argentinischer Fußballspieler († 1997)
- 14. Juli: Primo Nebiolo, italienischer Sportfunktionär († 1999)
- 19. Juli: Alex Hannum, US-amerikanischer Basketballtrainer († 2002)
- 19. Juli: Soini Nikkinen, finnischer Leichtathlet († 2012)
- 22. Juli: Nettie Witziers-Timmer, niederländische Leichtathletin († 2005)
- 27. Juli: Ōyama Masutatsu, Begründer des Kyokushin-Karatestils († 1994)
- 30. Juli: Hrant Schahinjan, sowjetisch-armenischer Turner und Olympiasieger († 1998)

### August
- 03. August: Jaime Errázuriz, chilenischer Skirennläufer († 2011)
- 03. August: Aage Larsen, dänischer Ruderer († 2016)
- 12. August: Anne Iversen, dänische Leichtathletin († 2015)
- 19. August: Patrick Martin, US-amerikanischer Bobfahrer († 1987)
- 21. August: Keith Allen, kanadischer Eishockeyspieler, -trainer und -funktionär († 2014)
- 21. August: Chris Schenkel, US-amerikanischer Sportreporter († 2005)
- 30. August: Vic Seixas, US-amerikanischer Tennisspieler († 2024)

### September
- 01. September: Rocky Marciano, US-amerikanischer Boxer († 1969)
- 03. September: Alan Connell, US-amerikanischer Autorennfahrer († 1999)
- 03. September: Ed Sprinkle, US-amerikanischer American-Football-Spieler († 2014)
- 05. September: Otto Knefler, deutscher Fußballtrainer († 1986)
- 11. September: Ekkehard Kunkel, deutscher Fußballspieler († unbekannt)
- 16. September: Jaakko Jouppila, finnischer Leichtathlet († 1950)
- 21. September: Horst Buhtz, deutscher Fußballspieler und -trainer († 2015)
- 24. September: Roger Aeschlimann, Schweizer Radrennfahrer († 2008)

### Oktober
- 03. Oktober: Robert Fitzgerald, US-amerikanischer Eisschnellläufer († 2005)
- 10. Oktober: Werner Kiene, deutscher Tischtennisspieler, -schiedsrichter und -funktionär († 2009)
- 10. Oktober: Murray Walker, britischer Motorsport-Kommentator († 2021)
- 16. Oktober: Bill McLaren, schottischer Rugbykommentator († 2010)
- 18. Oktober: Paulo Amaral, brasilianischer Fußballspieler und -trainer († 2008)
- 18. Oktober: Ilse Donath, deutsche Tischtennisspielerin
- 18. Oktober: Eileen Sheridan, britische Radsportlerin († 2023)
- 22. Oktober: Pete Pihos, US-amerikanischer American-Football-Spieler († 2011)
- 22. Oktober: Bert Trautmann, deutscher Fußballspieler († 2013)
- 25. Oktober: Belita Jepson Turner, britische Eiskunstläuferin († 2005)
- 29. Oktober: Gerda van der Kade-Koudijs, niederländische Leichtathletin († 2015)
- 29. Oktober: Barney Poole, US-amerikanischer American-Football-Spieler († 2005)
- 30. Oktober: Fritz Abromeit, deutscher Fußballspieler († 2004)

### November
- 02. November: Cesare Rubini, italienischer Basketballtrainer († 2011)
- 04. November: Harry Valérien, deutscher Sportjournalist und Fernsehmoderator († 2012)
- 06. November: Alexandra Tschudina, sowjetische Leichtathletin († 1990)
- 09. November: Alice Coachman, US-amerikanische Leichtathletin († 2014)
- 10. November: Óscar González, Automobilrennfahrer aus Uruguay († 2006)
- 20. November: Pauli Vesterinen, finnischer Leichtathlet († 2005)
- 23. November: Reto Perl, Schweizer Eishockeyspieler († 1987)
- 24. November: Zlatko Čajkovski, jugoslawisch-kroatischer Fußballspieler und -trainer († 1998)
- 25. November: Walter Butscheidt, deutscher Fußballspieler († 1980)
- 27. November: Juvenal Amarijo, brasilianischer Fußballspieler († 2009)
- 29. November: Chuck Daigh, US-amerikanischer Automobilrennfahrer († 2008)

### Dezember
- 01. Dezember: Walter Schemel, deutscher Fußballspieler († 2004)
- 14. Dezember: Gebhard Poltera, Schweizer Eishockeyspieler († 2008)
- 21. Dezember: Karl Bricker, Schweizer Skisportler († 1992)
- 25. Dezember: Noël Vandernotte, französischer Ruderer († 2020)
- 28. Dezember: Theo Uppenkamp, deutscher Fußballspieler († 2002)

### Datum unbekannt
- Albert Ferber, deutscher Ringer († 2010)
- Bob Williams, US-amerikanischer Badmintonspieler

## Gestorben
- 11. Januar: Michael Gleason, US-amerikanischer Ruderer (* 1876)
- 14. Januar: Louis-Marcel Richardet, Schweizer Sportschütze (* 1864)

- 09. Februar: Otto Aulie, norwegischer Fußballspieler (* 1894)
- 18. Februar: Henry Brougham, britischer Racketsspieler (* 1888)
- 23. Februar: Harold Humby, britischer Sportschütze (* 1879)

- 15. März: Henry Creasey, britischer Sportschütze (* 1864)
- 16. März: William Milne, britischer Sportschütze (* 1852)
- 28. März: Charles Hubbard, US-amerikanischer Bogenschütze (* 1849)

- 02. April: Michel Théato, luxemburgischer Langstreckenläufer (* 1878)
- 17. April: Bror Brenner, finnischer Segler (* 1855)
- 26. April: William Anderson, britischer Cricketspieler (* 1859)

- 01. Mai: Georges Chaudoir, belgischer Gespannfahrer (* 1847)
- 03. Mai: Michael Kelly, US-amerikanischer Sportschütze (* 1872)
- 04. Mai: Ralph McKittrick, US-amerikanischer Golfspieler (* 1877)

- 14. Juni: Evasio Lampiano, italienischer Automobilrennfahrer (* 1888)

- 13. August: Bernard Gravier, französischer Degenfechter (* 1881)
- 26. August: Enrico Giaccone, italienischer Automobilrennfahrer (* 1890)
- 27. August: Georges de la Chapelle, französischer Tennisspieler (* 1868)

- 04. September: Howard Wilcox, US-amerikanischer Automobilrennfahrer (* 1889)
- 08. September: Ugo Sivocci, italienischer Automobilrennfahrer (* 1885)
- 11. September: Ole Østmo, norwegischer Sportschütze (* 1866)

- 02. November: Lawrence Pentland, kanadischer Lacrossespieler (* 1879)
- 04. November: Frans De Haes, belgischer Gewichtheber (* 1899)
- 09. November: Charles Ruffell, britischer Leichtathlet (* 1888)

- 28. Dezember: Eugène Mougin, französischer Bogenschütze (* 1852)